# 2008年北京オリンピックの馬術競技
2008年北京オリンピックの馬術競技（2008ねんペキンオリンピックのばじゅつきょうぎ）は8月9日から8月21日まで香港の沙田競馬場に新設された沙田馬術場と双魚河カントリークラブで実施された。前者では馬場馬術、障害飛越ならびに総合馬術の調教審査および余力審査が、後者では総合馬術のクロスカントリーが、それぞれ行われた。

## 概要
北京オリンピックの馬術競技は香港で実施された。中国の香港とマカオを除く地域（以降大陸とする）の国内オリンピック委員会(NOC)は中国オリンピック委員会であり、一方香港のNOCは香港体育協会及びオリンピック委員会であり、それぞれ管掌が異なる。オリンピックの一部競技が異なるNOCの地域で実施されるのは1956年メルボルンオリンピック以来である。
馬術競技が大陸ではなく香港で実施されるのは、大陸と香港の検疫制度の差異による。大陸では、生きた動物を輸入する際に輸入地において相当の輸入隔離期間を要求するため、実際に輸入を行うためには1ヵ月以上を要する。一方、香港では隔離期間が短く、また当地において競馬が盛んであるため運動可能な検疫馬房の用意が可能である。このため当大会の馬術競技の実施地には香港が選ばれた。

## 種目
前回のアテネオリンピックと同じく、馬場馬術、障害飛越および総合馬術のそれぞれ個人および団体の計6種目が実施された。

## 気候
香港の気候は高温多湿で、8月においては時に危険ですらあり、夏季の競馬が中止となるほどである。平均気温は 28.4℃(83.1°F)、湿度は82%に上り、これはアテネ（平均気温27.6℃(81.6°F)、湿度48%）やアトランタ（平均気温26℃(78°F)、湿度75%）を上回る厳しさである。
このような気候で競技を行うことをよしとしない選手もおり、スイスの馬場馬術選手シルビア・イクレ (Silvia Iklé) はその一人であった。スイスはイクレ抜きでのメダル獲得は困難であるとして馬場馬術個人および団体の派遣を断念した。
暑さと戦うために、馬匹は香港の空港から厩舎まで空調付き馬運車で運ばれる。厩舎もまた空調設備があり、20℃(68°F) に保たれる。空調付き室内練習馬場が史上初めて設けられた。両会場の天幕の下に噴霧器が設置され、屋外で運動した馬匹を冷やす。大量の冷水も用意される。さらに、獣医が現場に配置され、脱水症状を起こしていないか検尿を行うことができる。
総合馬術のクロスカントリーでは、気温、湿度によってはより短い代替経路を用いることができるよう経路設計されている。台風の場合には、当日の競技は中止される。しかし、予備日が設けられ、競技日程に柔軟さを与えている。馬場の基盤は伸張性にとんだ繊維と石英質の砂でできており、とても排水性が良く、雨が馬場馬術や障害飛越競技用の馬場の地面に与える影響は最小限に抑えられている。
多くの騎手は、現地入り後には訓練内容を改め、日に何度かより短い時間の騎乗にとどめるよう考えている。

## 経路設計
障害飛越の大賞典、総合馬術の余力審査ともに、ベネズエラのレオポルド・パラシオス (Leopoldo Palacios) とアメリカのスティーブ・ステファン (Steve Stephens) が経路設計した。総合馬術のクロスカントリーは英国のマイケル・エザリントン＝スミス (Michael Etherington-Smith) が設計した。

## 参加国
| 国・地域               | 個人     | 個人     | 個人     | 団体     | 団体     | 団体     | 計  |
| 国・地域               | 馬場馬術 | 総合馬術 | 障害飛越 | 馬場馬術 | 総合馬術 | 障害飛越 | 計  |
| ---------------------- | -------- | -------- | -------- | -------- | -------- | -------- | --- |
| アルゼンチン (ARG)     |          |          | 1        |          |          |          | 1   |
| オーストラリア (AUS)   | 3        | 5        | 4        | X        | X        | X        | 12  |
| オーストリア (AUT)     | 1        | 1        |          |          |          |          | 2   |
| アゼルバイジャン (AZE) |          |          | 1        |          |          |          | 1   |
| ベラルーシ (BLR)       | 1        | 2        |          |          |          |          | 3   |
| ベルギー (BEL)         |          | 2        | 1        |          |          |          | 3   |
| バミューダ (BER)       |          |          | 1        |          |          |          | 1   |
| ブラジル (BRA)         | 3        | 5        | 4        | X        | X        | X        | 12  |
| カナダ (CAN)           | 3        | 5        | 4        | X        | X        | X        | 12  |
| チリ (CHI)             |          | 2        |          |          |          |          | 2   |
| 中国 (CHN)             | 1        | 1        | 4        |          |          | X        | 6   |
| コロンビア (COL)       |          |          | 1        |          |          |          | 1   |
| チェコ (CZE)           |          | 1        |          |          |          |          | 1   |
| デンマーク (DEN)       | 3        | 1        |          | X        |          |          | 4   |
| エジプト (EGY)         |          |          | 1        |          |          |          | 1   |
| フィンランド (FIN)     | 1        |          |          |          |          |          | 1   |
| フランス (FRA)         | 3        | 5        |          | X        | X        |          | 8   |
| ドイツ (GER)           | 3        | 5        | 4        | X        | X        | X        | 12  |
| イギリス (GBR)         | 3        | 5        | 4        | X        | X        | X        | 12  |
| グアテマラ (GUA)       |          |          | 1        |          |          |          | 1   |
| 香港 (HKG)             |          |          | 4        |          |          | X        | 4   |
| アイルランド (IRL)     |          | 5        | 1        |          | X        |          | 6   |
| イタリア (ITA)         | 1        | 5        |          |          | X        |          | 6   |
| ジャマイカ (JAM)       |          | 1        |          |          |          |          | 1   |
| 日本 (JPN)             | 3        | 1        | 2        | X        |          |          | 6   |
| ヨルダン (JOR)         |          |          | 1        |          |          |          | 1   |
| メキシコ (MEX)         | 1        |          | 4        |          |          | X        | 5   |
| オランダ (NED)         | 3        | 1        | 4        | X        |          | X        | 8   |
| ニュージーランド (NZL) |          | 5        | 4        |          | X        | X        | 9   |
| ノルウェー (NOR)       |          |          | 4        |          |          | X        | 4   |
| ポーランド (POL)       | 1        | 2        |          |          |          |          | 3   |
| ポルトガル (POR)       | 3        |          |          | X        |          |          | 3   |
| ロシア (RUS)           | 3        | 2        | 2        | X        |          |          | 7   |
| サウジアラビア (KSA)   |          |          | 4        |          |          | X        | 4   |
| 韓国 (KOR)             | 1        |          |          |          |          |          | 1   |
| スペイン (ESP)         | 3        |          |          | X        |          |          | 3   |
| スウェーデン (SWE)     | 3        | 5        | 4        | X        | X        | X        | 12  |
| スイス (SUI)           |          | 1        | 4        |          |          | X        | 5   |
| ウクライナ (UKR)       |          |          | 4        |          |          | X        | 4   |
| アラブ首長国連邦 (UAE) |          |          | 1        |          |          |          | 1   |
| アメリカ合衆国 (USA)   | 3        | 5        | 4        | X        | X        | X        | 12  |
| ベネズエラ (VEN)       |          |          | 1        |          |          |          | 1   |
| 合計：42国・地域       | 50       | 73       | 79       | 14       | 11       | 16       | 202 |

（注）
1. 馬場馬術は、個人は1馬匹、団体は3騎手3馬匹。
2. 総合馬術は、個人は1馬匹、団体は3騎手3馬匹から5騎手5馬匹。
3. 障害飛越は、個人は1馬匹、団体は3騎手3馬匹か4騎手4馬匹。

馬場馬術競技では、2007年ヨーロッパ選手権大会（トリノ）でスイスが団体の資格を得たが、シルビア・イクレ (Silvia Iklé) が香港の過酷な気候と長距離輸送がSalieri CH号に与える影響を懸念して遠征を拒否したことから、団体での参加も断念した。

## 競技日程
| 月日          | 開始時刻 | 終了時刻 | 競技種目      |                                 |
| ------------- | -------- | -------- | ------------- | ------------------------------- |
| 8月9日（土）  | 06:30    | 10:30    | 総合馬術 団体 | 調教審査（第1日）               |
| 8月9日（土）  | 06:30    | 10:30    | 総合馬術 個人 | 調教審査（第1日）               |
| 8月9日（土）  | 19:15    | 23:15    | 総合馬術 団体 | 調教審査（第1日）               |
| 8月9日（土）  | 19:15    | 23:15    | 総合馬術 個人 | 調教審査（第1日）               |
| 8月10日（日） | 06:30    | 10:30    | 総合馬術 団体 | 調教審査（第2日）               |
| 8月10日（日） | 06:30    | 10:30    | 総合馬術 個人 | 調教審査（第2日）               |
| 8月11日（月） | 08:00    | 11:30    | 総合馬術 団体 | クロスカントリー （双魚河C.C.） |
| 8月11日（月） | 08:00    | 11:30    | 総合馬術 個人 | クロスカントリー （双魚河C.C.） |
| 8月12日（火） | 19:15    | 22:15    | 総合馬術 団体 | 余力審査（決勝）                |
| 8月12日（火） | 19:15    | 22:15    | 総合馬術 個人 | 余力審査（予選）                |
| 8月12日（火） | 22:30    | 23:30    | 総合馬術 個人 | 余力審査（決勝）                |
| 8月13日（水） | 19:15    | 24:15    | 馬場馬術 団体 | グランプリ（第1日）             |
| 8月13日（水） | 19:15    | 24:15    | 馬場馬術 個人 | グランプリ 1次予選（第1日）     |
| 8月14日（木） | 19:15    | 23:45    | 馬場馬術 個人 | グランプリ 1次予選（第2日）     |
| 8月14日（木） | 19:15    | 23:45    | 馬場馬術 団体 | グランプリ（第2日）             |
| 8月15日（金） | 19:15    | 23:15    | 障害飛越 個人 | 予選 第1走行                    |
| 8月16日（土） | 19:15    | 24:00    | 馬場馬術 個人 | グランプリスペシャル 2次予選    |
| 8月17日（日） | 19:15    | 23:15    | 障害飛越 団体 | 決勝（第1ラウンド）             |
| 8月17日（日） | 19:15    | 23:15    | 障害飛越 個人 | 予選 第2走行                    |
| 8月18日（月） | 19:15    | 22:15    | 障害飛越 団体 | 決勝（第2ラウンド）             |
| 8月18日（月） | 19:15    | 22:15    | 障害飛越 個人 | 予選 第3走行                    |
| 8月19日（火） | 19:15    | 22:15    | 馬場馬術 個人 | グランプリ自由演技 決勝         |
| 8月21日（木） | 19:15    | 21:45    | 障害飛越 個人 | 決勝（ラウンドA）               |
| 8月21日（木） | 22:00    | 23:00    | 障害飛越 個人 | 決勝（ラウンドB）               |

- すべて香港現地時間 (UTC+8)

## 競技結果
| 競技種目     | 金 | 銀 | 銅 |
| ------------ | --- | --- | --- |
| 馬場馬術個人 | アンキー・ヴァン・グルンスヴェン オランダ (NED)                                                                               | イザベル・ベルト ドイツ (GER)                                                                                               | ハイケ・ケマー ドイツ (GER)                                                                                                   |
| 馬場馬術団体 | ドイツ (GER) ハイケ・ケマー ナディーネ・カペルマン イザベル・ベルト                                                           | オランダ (NED) ハンス・ペーター・ミンデルフート インケ・シェレケンス＝バルテルス アンキー・ヴァン・グルンスヴェン           | デンマーク (DEN) アンネ・ファン・オルスト ナタリー・ツー・ザイン＝ヴィトゲンシュタイン＝ベルレブルク アナラス・ヘルクストラン |
| 障害馬術個人 | エリック・ラメーズ カナダ (CAN)                                                                                               | ロルフ＝ヨーラン・ベントソン スウェーデン (SWE)                                                                             | ビージー・マッデン アメリカ合衆国 (USA)                                                                                       |
| 障害馬術団体 | アメリカ合衆国 (USA) マクレーン・ワード ローラ・クロート ウィル・シンプソン ビージー・マッデン                                | カナダ (CAN) ジル・ヘンゼルウッド エリック・ラメーズ イアン・ミラー マック・コーン                                          | スイス (SUI) クリスティーナ・リーブヘル ピウス・シュヴァイツァ ニクラウス・シュールテンベルガー スティーブ・ゲルダット        |
| 総合馬術個人 | ヒンリッヒ・ロマイケ ドイツ (GER)                                                                                             | ジーナ・マイルズ アメリカ合衆国 (USA)                                                                                       | クリスティナ・クック イギリス (GBR)                                                                                           |
| 総合馬術団体 | ドイツ (GER) ヒンリッヒ・ロマイケ イングリッド・クリムケ アンドレアス・ディボウスキー フランク・エストルト ペーター・トムセン | オーストラリア (AUS) メガン・ジョーンズ クレイトン・フレデリクス ソニア・ジョンソン ルシンダ・フレデリクス シェーン・ローズ | イギリス (GBR) クリスティナ・クック メアリー・キング ウィリアム・フォックス＝ピット デイジー・ディック シャロン・ハント       |

## 国・地域別のメダル獲得数
| 順   | 国・地域             | 金 | 銀 | 銅 | 計 |
| ---- | -------------------- | -- | -- | -- | -- |
| 1    | ドイツ (GER)         | 3  | 1  | 1  | 5  |
| 2    | アメリカ合衆国 (USA) | 1  | 1  | 1  | 3  |
| 3    | カナダ (CAN)         | 1  | 1  | 0  | 2  |
| 3    | オランダ (NED)       | 1  | 1  | 0  | 2  |
| 5    | オーストラリア (AUS) | 0  | 1  | 0  | 1  |
| 5    | スウェーデン (SWE)   | 0  | 1  | 0  | 1  |
| 7    | イギリス (GBR)       | 0  | 0  | 2  | 2  |
| 8    | デンマーク (DEN)     | 0  | 0  | 1  | 1  |
| 8    | スイス (SUI)         | 0  | 0  | 1  | 1  |
| 合計 | 合計                 | 6  | 6  | 6  | 18 |